# اومبرتو اورسینی
اومبرتو اورسینی (ایتالیایی: Umberto Orsini؛ زادهٔ ۲ آوریل ۱۹۳۴) بازیگر اهل ایتالیا است.
از فیلم‌ها یا برنامه‌های تلویزیونی که وی در آن نقش داشته است، می‌توان به بالی، زندگی شیرین، لودویگ، آب‌نبات، امانوئل ۲، دجال، فراسوی نیک و بد، با هم؟ و اِستر اشاره کرد. اورسینی در سال ۱۹۷۰ برنده جایزه انجمن ملی فیلم ایتالیا بهترین بازیگر نقش مکمل مرد شده است.